# Aiguille du Dru
La Aiguille du Dru (también la Dru o las Drus; francés, Les Drus) es una montaña en el macizo del Mont Blanc en los Alpes franceses, que quedan al este del pueblo de Les Praz en el valle de Chamonix. 
La montaña tiene dos cimas: 
- Grande Aiguille du Dru (o la Grand Dru) 3,754 m.
- Petite Aiguille du Dru (o la Petit Dru) 3,733 m.

Las dos cimas se encuentra en la arista oeste de la Aiguille Verte (4.122 m) y están conectadas entre sí por la Brèche du Dru (3.697 m). La cara norte de la Petit Dru está considerada como una de las seis grandes caras norte de los Alpes.

## Ascensiones
La primera ascensión de la Grand Dru la realizaron los alpinistas británicos Clinton Thomas Dent y James Walker Hartley, con los guías Alexander Burgener y K. Maurer, quienes subieron por la cara sudeste el 12 de septiembre de 1878. Dent describe la escena al alcanzar la cumbre:

Nuestra primera preocupación fue equilibrar el telescopio en dirección al hotel de Couttet. No había mucha agitación allí, pero enfrente del Imperial [Hotel] estuvimos encantados de creer que vimos a alguien mirando en nuestra dirección. Por lo tanto, con gran pompa y ceremonia fijamos el bastón (que puedo afirmar aquí que fue tomado sin permiso). Luego, para horror mío Alexander sacó de un bolsillo escondido un trozo de franela escarlata como la ropa interior de un bebé, y lo ató. En vano protesté. En un momento ese harapo inaceptable estaba flotando con orgullo en la brisa.

La Petit Dru se escaló por vez primera al año siguiente, el 29 de agosto de 1879, por J. E. Charlet-Straton, P. Payot y F. Follignet a través de la cara sur y la arista sudoeste. La primera travesía de ambas cumbres de las Drus fue obra de E. Fontaine y J. Ravanel el 23 de agosto de 1901. La primera travesía invernal de Las Drus la hizo Armand Charlet con Camille Devouassoux el 25 de febrero de 1938. 

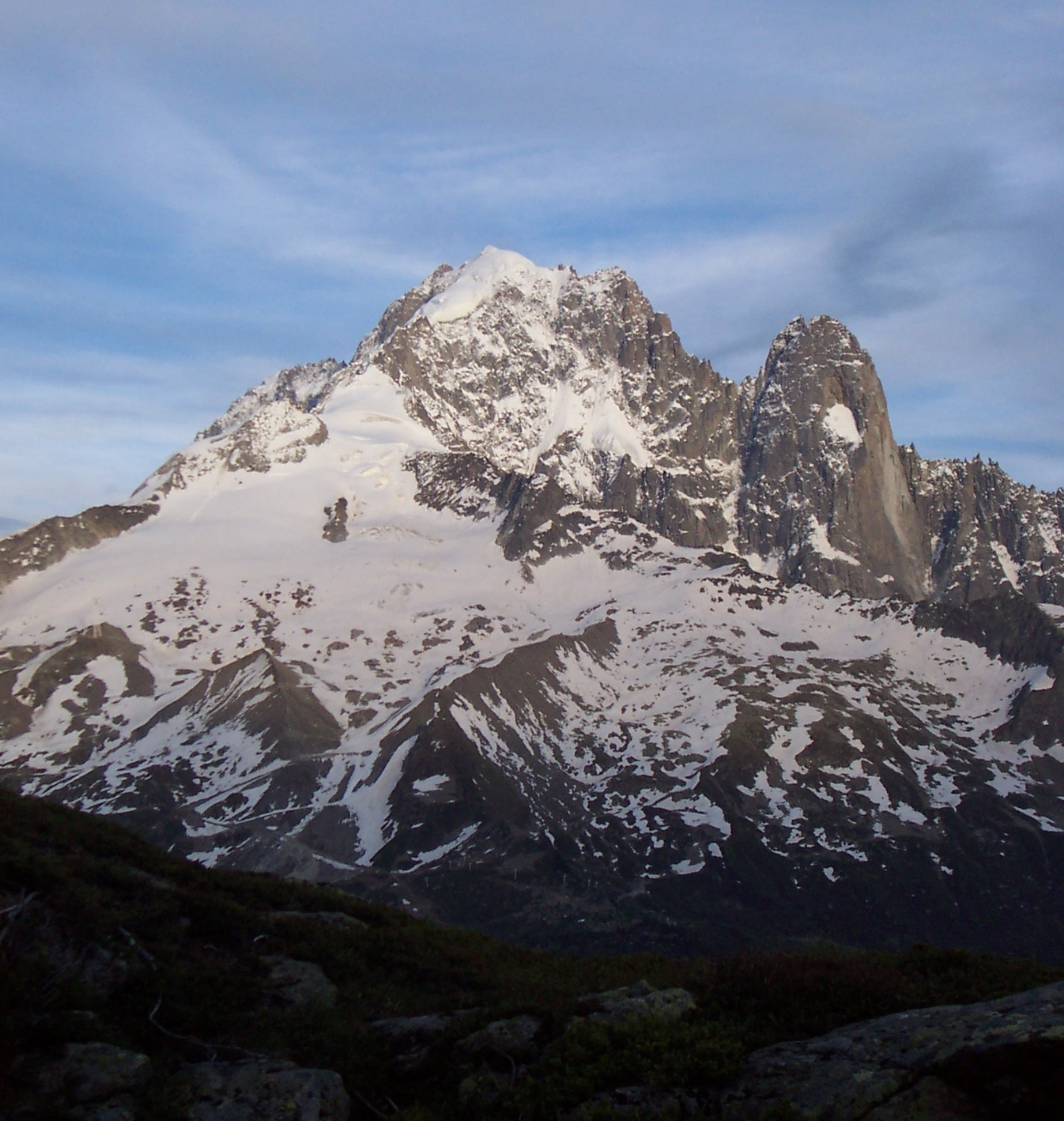
La Aiguille Verte (centro) y las caras norte y oeste de la Aiguille du Dru (derecha) desde las Aiguilles Rouges en julio de 2004, con una obvia cicatriz de derrumbe de montaña gris en la cara oeste de la Petit Dru

En 1889 ambos picos del Dru fueron escalados por vez primera desde el Petit Dru al Grand Dru por dos partidas. Una estaba formada por la señorita Katherine Richardson con los guías Emile Rey y Jean-Baptiste Bich, y la otra por el señor Nash y el señor Williams con los guías François Simond, Frederic Payot y Edouard Cupelin.

## La cara oeste
Esta cara rocosa de mil metros de alto ha tenido serios derrumbes de montaña en 1997, 2003, 2005 y 2011, que han afectado considerablemente la estructura de la montaña y destruido una serie de vías. Aunque en la época del primer ascenso por la cara norte (Pierre Allain y R. Leininger el 1 de agosto de 1935), Pierre Allain consideraron la cara oeste como "inescalable", el equipo de A. Dagory, Guido Magnone, Lucien Bérardini y el señor Lainé tuvieron éxito en la cara en una serie de intentos el 5 de julio y el 17–19 de julio de 1952 usado considerable ayuda artificial. Desde 17–22 de agosto de 1955, el escalador italiano Walter Bonatti subió una difícil ruta en solitario por el pilar sudoeste del Petit Dru (el pilar Bonatti); esta ruta – como muchas en la cara oeste – ya no existe en su estado original debido al derrumbe, cuyas cicatrices aún son muy visibles desde el valle de Chamonix. Siete años después, en 24–26 de julio de 1962, Gary Hemming y Royal Robbins subieron la 'American Direct', una ruta más directa por la cara oeste que la tomada en 1952. En 10–13 de agosto de 1965, Royal Robbins, esta vez acompañado por John Harlin, subieron la 'American Direttissima'.

## Estatua en la cumbre
El 4 de septiembre de 1913 una partida de escaladores guiados por Camille Simond y Roberts Charlet-Straton intentaron llevar una estatua de metal hueca de Nuestra Señora de Lourdes a lo alto del pico. La estatua, casi de un metro de alto, con un peso de 13 kilos y hecha de aluminio, tuvo que dejarse en una grieta rocosa a 3.000 m debido al mal tiempo, y sólo el 18 de septiembre de 1919 la estatua fue finalmente izada a la cumbre por una partida de Argentière: Alfred, Arthur, Camille, Joseph, y Jules-Félicien Ravanel junto con el sacerdote del pueblo, abbé Alexis Couttin.

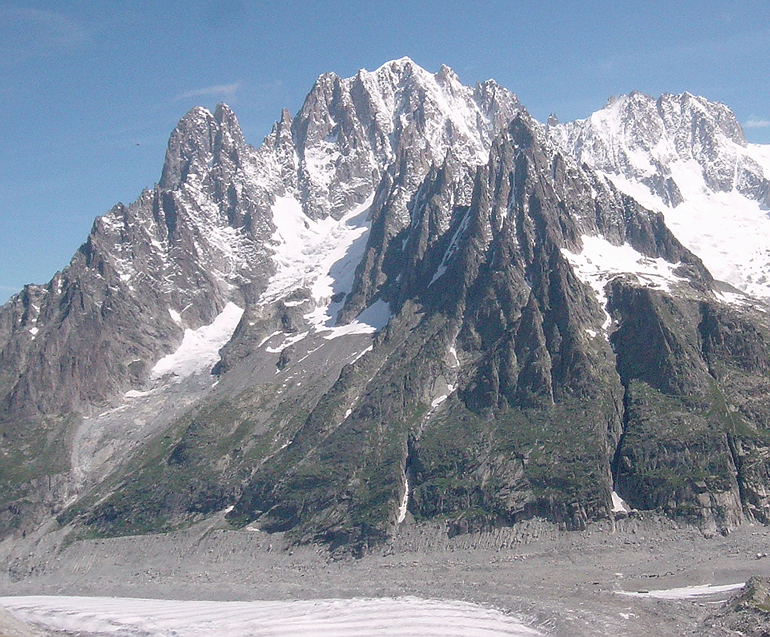
La Aiguille du Dru (izquierda) vista como una extensión de la arista oeste de la Aiguille Verte (centro en lo alto)

## Clasificación SOIUSA
Según la clasificación SOIUSA, la Aiguille du Dru pertenece:
- Gran parte: Alpes occidentales
- Gran sector: Alpes del noroeste
- Sección: Alpes Grayos
- Subsección: Alpes del Mont Blanc
- Supergrupo: Macizo del Mont Blanc
- Grupo: Cadena de la Aiguille Verte
- subgrupo: Grupo Aiguille Verte-Aiguilles du Dru
- Código: I/B-7.V-B.5.c/a